# 瓦斯卡科查湖 (聖巴巴拉德卡爾瓦卡揚區)
11°05′22″S 76°24′44″W / 11.08944°S 76.41222°W
瓦斯卡科查湖（西班牙語：Laguna Huascacocha），是秘魯的湖泊，位於該國中部胡寧大區，由堯利省的聖巴巴拉德卡爾瓦卡揚區負責管轄，長5.1公里、寬1公里，海拔高度4,484米。